# Bandeira de ministro de Estado do Brasil
No Brasil, assim como em várias partes do mundo, a exemplo de Portugal e Estados Unidos, é comum algumas pastas ministeriais possuírem bandeiras-insígnias designativas do cargo de Ministro de Estado.

## Modelos e legislação

Então formato descrito pelo decreto nº 43 807, de 27 de maio de 1958. Modelo que a partir do decreto nº 6 941, de 18 de agosto de 2009, passou a ser a Bandeira do Ministro de Estado da Defesa.

Bandeira de Ministro de Estado no Brasil que é descrita pelo Decreto nº 43 807, de 27 de maio de 1958, com a seguinte descrição vexilólogica:
Artigo 2.3.6 - [...] Bandeira retangular, farpada, regular, cor amarelada Bandeira Nacional; vinte e uma estrelas azuis dispostas em cruz como na bandeira do Cruzeiro, sendo, porém, cinco (5) em cada ramo e uma ao centro; ao centro do quadrilátero superior esquerdo, a estrela das Armas da República nas cores estabelecidas pelo Decreto nº 4, de 19 de novembro de 1889.
Vale ressaltar que a mesma talvez foi aproveitada, por decisão superveniente, para ser Bandeira-Insígnia do Ministro da Defesa do Brasil, de modo que falta estudos para mostrar qual bandeira que os demais ministros atualmente usam como distintivo do cargo.

## Modelo atual da Bandeira de Ministro de Estado

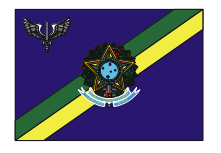
Modelo atual. Essa como vem de uma portaria da Aeronáutica tem o símbolo da Força Aérea do Brasil.

Após o decreto nº 6 941, de 18 de agosto de 2009, documentos passaram a mostrar uma nova bandeira de Ministros de Estado, entre os quais a portaria nº 1 199/GC3, de 20 de dezembro de 2006. Assim a bandeira vigorante tem o mesmo desenho comum a todas as pastas ministeriais civis do governo federal do Brasil, mudando apenas a imagem do canto superior esquerdo que passa a ter o símbolo de cada ministério. A bandeira é um retângulo azul transversado por uma lista, verde e amarela, tendo ao centro das listas o brasão de armas nacionais.

## Bandeira do Ministro da Defesa
Em 2009, o decreto número 6 941, de 18 de agosto do ano idem instituiu a Bandeira do Ministro de Estado da Defesa do Brasil como a insígnia oficial do Ministro de Estado da Defesa da República Federativa do Brasil, e destinada a assinalar a presença dessa autoridade, bem como distingui-la das demais autoridades civis.